# Дизеко, Алексия
Але́ксия Ша́нис душ Са́нтуш Дизеко́ (порт. Alexia Shanice dos Santos Dizeko; 3 марта 2001, Сьон, Швейцария) — ангольская баскетболистка, выступающая на позиции лёгкого форварда за «Флорида Гейторс».

## Карьера
Родилась 3 марта 2001 года в швейцарском Сьоне. Первоначально хотела пойти в футбол. В возрасте десяти лет начала заниматься баскетболом.

### Клубная
Дебютировала в составе клуба «Сьон-Баскет», затем в 2013 году присоединилась к клубу «Элиос-Баскет». В сезоне 2016/2017 впервые сыграла в первом дивизионе Швейцарии, став лучшим бомбардиром клуба, завоевавшего чемпионство. В июне 2019 года стала игроком БК «Троисторрентс», по окончании сезона вернулась в «Элиос-Баскет». В период 2021—2023 годов выступала за Технический колледж Южной Джорджии. По окончании сезона 2021/2022 приняла участие в матче звёзд Национальной юниорской спортивной ассоциации колледжей. В сезоне 2022/2023 совершила 231 подбор, 87 результативных передач и 66 перехватов, возглавив команду по результативности, набрав 551 очко. Была признана игроком года по версии Ассоциации тренеров женского баскетбола. В мае 2023 года стала игроком клуба «Флорида Гейторс».

### В сборной
Финалистка чемпионата Африки среди девушек до 16 лет 2017 года. В 2018 году заняла третье место на чемпионате Африки среди девушек до 18 лет. Участница чемпионата мира среди девушек до 17 лет, проходившего в Минске.
В 2019 году принимала участие в чемпионате Африки в составе женской национальной команды. В 2020 году начала процедуру натурализации, которая позволила бы ей играть за сборную Швейцарии.